# François Taillandier
François Taillandier (1955, en Clermont-Ferrand, Francia) es un escritor francés que incluye a la sociedad contemporánea francesa en sus relatos.

## Vida
Henri Vernes, creador de Bob Morane, encendió su pasión por la escritura a los 12 años de edad, Taillandier se daría por vencido. En 1968 comenzó a leer Honoré de Balzac. Este clásico y el escritor francés Edmond Rostand, padre de Cyrano, fueron una gran influencia para él. Asistió a talleres de literatura clásica en la universidad, se graduó en 1977 con una memoir acerca del Marqués de Sade.
En 1979 fue profesor de literatura y enseñó durante 4 años antes de dimitir de su cargo para convertirse en escritor a tiempo completo.
En 1984 se convirtió en periodista para la revista Hebdo. Taillandier encuentra su inspiración caminando en París, y escuchando conversaciones  en los  bistrós. En 2006 fue nombrado presidente de la Société des gens de lettres. Taillandier, es divorciado, y padre de tres hijos.

## Obras
En 1990 publicó Les Clandestins, galardonado por el Premio Jean-Freustié. En 1992 la novela Les Nuits Racine recibió el Premio Roger-Nimier. En 1999 Anielka fue publicado y recibió el Prix de l'Académie Française (premio de la Academia Francesa).
En 2005 publicó  Option Paradis, la primera  de una serie de  cinco novelas interconectadas, divididas en cincuenta y cinco capítulos (cada novela de once capítulos) llamado La Grande Intrigue ( La gran intriga), reviviendo  literatura clásica francesa tradicional (La Comédie Humaine de Honoré de Balzac, Les Rougon-Macquart de Émile Zola).
A raíz de la evolución de las  cinco familias a través de cinco generaciones, este trabajo se completará en 2010, con la celebración del quincuagésimo quinto cumpleaños de  Taillandier. Telling, la segunda novela de esta serie fue publicada en 2006.

## En el presente
Actualmente escribe para los periódicos franceses Le Figaro, l'Humanité  y la Montagne mientras continúa desarrollando La Grande Intrigue, y escribiendo "sólo cuando todos duermen".

### Novelas
- Personages de la rue du Couteau (Julliard, 1984)
- Tott (Julliard, 1985)
- Benoît ou les contemporains obscurs (Julliard, 1986)
- Les clandestins (De Fallois, 1990)
- Les Nuits Racine (De Fallois, 1992)
- Mémoires de Monte-Cristo (De Fallois, 1994)
- Des hommes qui s'éloignent (Fayard, 1997)
- Anielka (Stock, 1999)
- Journal de Marseille (Rocher, 1999)
- N6, La route de l'Italie (Stock, 2000)

- Le cas Gentile, (Stock, 2001)
- Option paradis (Stock, 2005)
- Telling (Stock, 2006)
- Il n'y a personne dans les tombes (Stock, 2007)

### Cuentos
- Intrigues (00h00 editions, 2001)

### Ensayos
- Aragon (Fayard, 1997)
- Borges  (François Bourin, 1993)
- Les parents lâcheurs (Rocher, 2001)

### Biografía
- Balzac (Gallimard, Folio)

## Citas
- Tout une part de la production romanesque contemporaine est rassurante. Ce sont des romans qui miment le roman. Il trahissent une grande nostalgie pour le passé.[3]